# Bo Randall
Bo Randall (27 septembre 1909 - 25 décembre 1989) est un coutelier américain qui a fondé Randall Made Knives (en) à Orlando, en Floride.

## Jeunesse
Randall est né à Cincinnati, en Ohio, le 27 septembre 1909. Sa famille déménage à Orlando, en Floride, en 1916. Dans sa jeunesse, Randall aime la chasse et la pêche et est un producteur d'agrumes prospère. Il s'intéresse pour la première fois à la fabrication de couteaux après avoir acheté en 1936 un couteau William Scagel qui lui servait à gratter la peinture d'un bateau, et qui ne montrait aucun signe d'usure ou de dommage.

## Coutellerie
Impressionné par son couteau Scagel, Randall rencontre William Scagel (en) et lui demande de lui enseigner la fabrication de couteaux. Au fil des ans, ils se rendent visite et échangent des lettres, Randall devenant l'élève de Scagel en matière de coutellerie. Randall forge son premier couteau à partir d'un ressort à feuilles provenant d'une automobile, dans son garage du lac Ivanhoe, en Floride et, en y ajoutant un manche en os de cerf, il fabrique son premier couteau de chasse. Lors de son premier voyage de chasse avec ce couteau, il le vend à un compagnon et en fabrique un autre, répétant le schéma de fabrication et les vendant à des amis un par un.
En 1938, Randall ouvre un magasin à Orlando, en Floride. Bien que ses premières créations soient inspirés par les dessins de Scagel et qu'il s'agisse principalement de couteaux de sport pour les chasseurs et les pêcheurs, la visite d'un soldat en partance pour la Seconde Guerre mondiale change la donne. Randall commence la production du All Purpose Fighting Knife en lui donnant la désignation de « Numéro 1 » dans son catalogue. Entre 1942 et 1945, Randall Made Knives produit 4 000 de ces couteaux pour les troupes américaines pendant la guerre, dont 1 058 en sous-traitance pour la Northampton Cutlery Company à Springfield, au Massachusetts, afin de répondre à la demande. Dans les années 1950, Randall revient au modèle du couteau Bowie pour plusieurs de ses modèles de couteaux de combat,.
Randall conçoit le modèle 17 Astro Model et en fabrique 7 pour la NASA. En plus du couteau qui fait 21 orbites autour de la terre, plusieurs d'entre eux sont exposés à la Smithsonian Institution et au Musée d'Art Moderne de New York. Un modèle 8 « Couteau à truite et oiseau » est exposé au musée de la base aérienne de Monino près de Moscou comme faisant partie de l'équipement transporté par le pilote de l'U-2 Francis Gary Powers qui a été abattu au-dessus de l'Union soviétique en 1960,.

## Vie privée
La femme de Randall s'appelle Ruth Randall. Il décède en 1989 à Orlando, en Floride, à l'âge de 80 ans.

## Héritage
Randall est intronisé au Blade magazine Cutlery Hall of Fame lors du Blade Show de 1983 et dans le American Bladesmith Society Hall of Fame en 1997. En 2001, les couteaux de Randall sont classés comme « Meilleur couteau à fourreau » dans le cadre de la « 50 Best List » de Forbes.